# Verneuil (Marne)
Verneuil é uma comuna francesa na região administrativa do Grande Leste, no departamento de Marne. Estende-se por uma área de 13.14 km², e possui 844 habitantes, segundo o censo de 2018, com uma densidade de 64 hab/km².